# Собор Святых Петра и Павла (Бристоль)
Собор Святых Петра и Павла (англ. The Cathedral Church of SS. Peter and Paul) — католический собор епархии Клифтона и кафедра епископа Клифтона. Также известен как Клифтонский собор, поскольку находится в районе Клифтон, Бристоль, Англия. Первый собор, построенный в соответствии с реформами Второго Ватиканского собора. В 2000 году включён в список памятников архитектуры II* степени.
В Бристоле также есть англиканский собор.

## История

### Прокафедральный собор
До принятия Билля о помощи католикам 1791 года католикам в Великобритании было запрещено строить церкви, а католических священников арестовывали и приговаривали к пожизненному заключению. Ко времени католической эмансипации в 1829 году бристольские католики организовали импровизированные часовни, некоторые в частных домах, а в Клифтоне через третье лицо приобрели земельный участок на территории нынешнего Парк-Плейс. В 1834 году началось строительство церкви, осложнявшаяся тем, что участок располагался на склоне холма. Из-за сложностей при возведении работы были остановлены в 1835 году, но возобновились 8 лет спустя, в 1843 году. Вскоре после этого работы вновь прекратились, и недостроенное здание оставалось заброшенным вплоть до 1848 года, когда обветшавшую постройку накрыли крышей, чтобы её можно было использовать как церковь. Два года спустя, в 1850 году, была образована епархия Клифтона, а церковь была назначена прокафедральным собором Святых Апостолов (1850—1973) и оставалась им вплость до возведения собора Святых Петра и Павла.

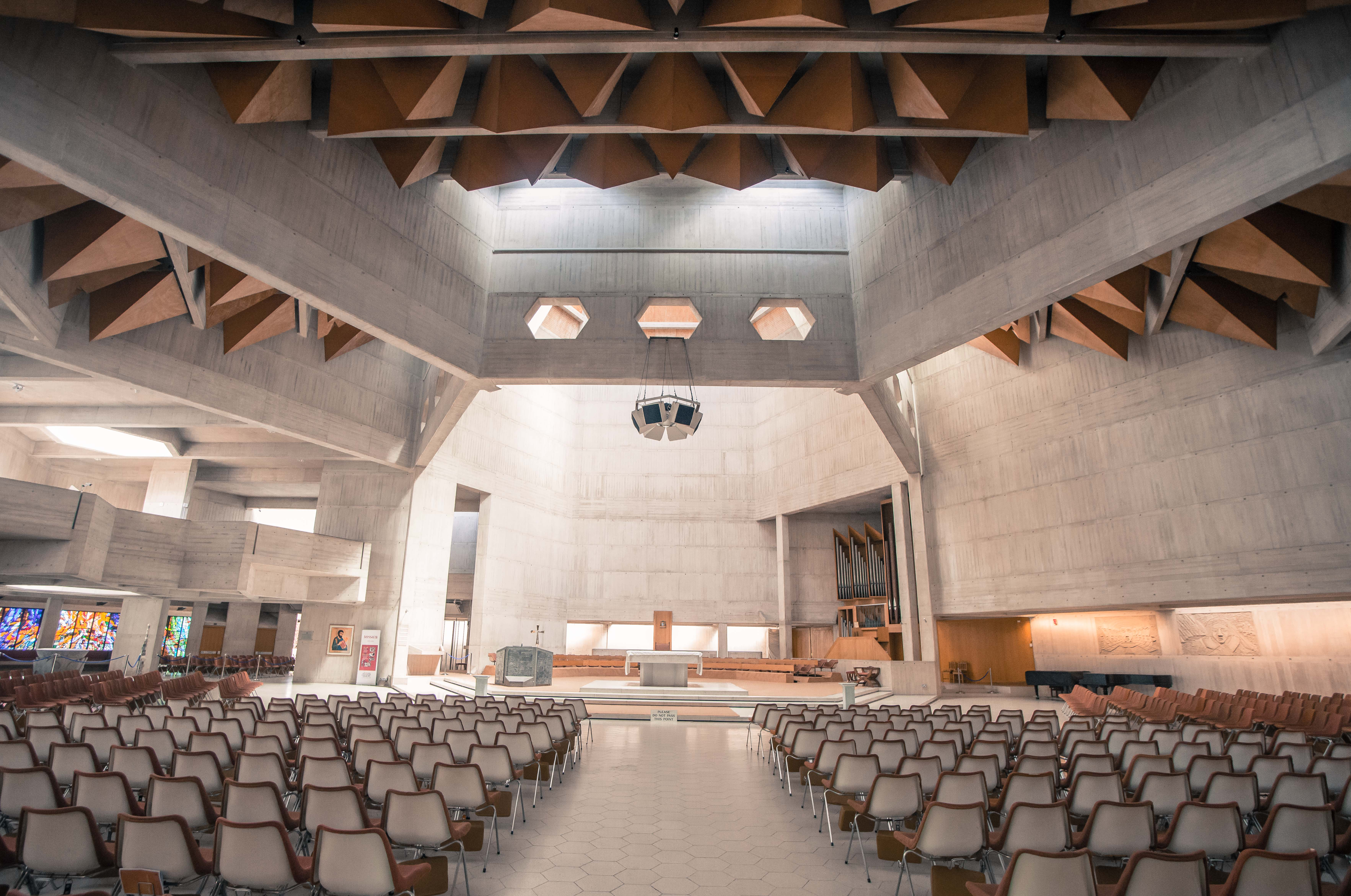
Неф

### Строительство
Прихожание собрали около 250 тысяч фунтов стерлингов на восстановление прокафедрального собора, однако в 1964 году совет инженеров-строителей признал участок в Парк-Плейс непригодным для возведения собора. Тогда несколько местных жителей анонимно пожертвовали ещё 450 тысяч фунтов на покупку подходящего земельного участка.
Второй Ватиканский собор, собравшийся в Риме в 1962—1965 годах, внёс ряд изменений в литургическое богослужение. В частности, теперь богослужение было предписано совершать лицом не к алтарю, а к пастве. Нововведения оказали большое влияние на дизайн нового собора, и, по завершении строительства, он стал первым собором в мире, который был спроектирован в соответствии с новыми литургическими требованиями.

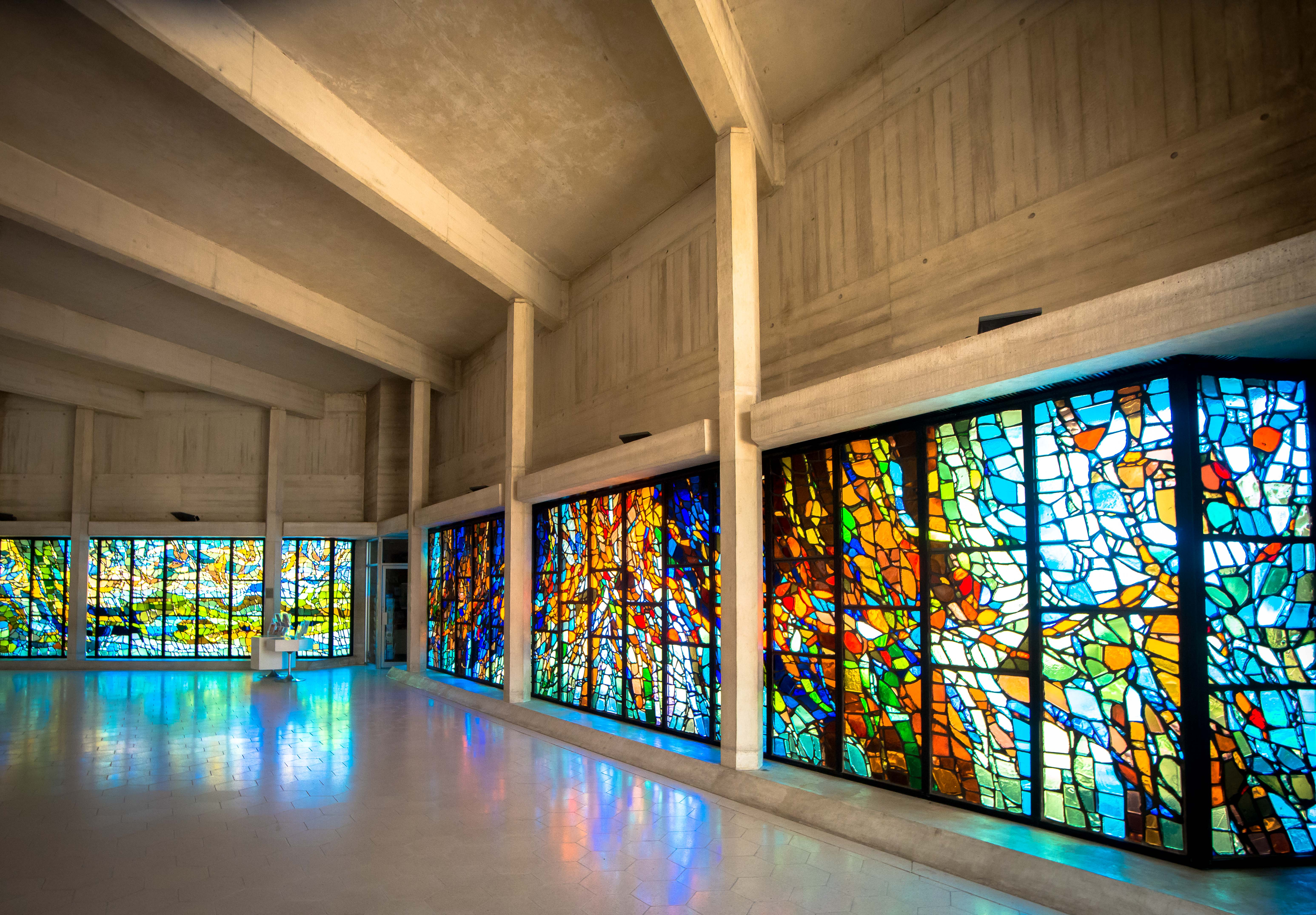
Витражи в притворе

В 1965 году епископ Клифтона Джозеф Руддерхем заказал проект собора Рональду Дж. Уиксу, Фредерику С. Дженнетту и Энтони Порембе из архитектурной фирмы Percy Thomas Partnership. Хотя у фирмы не было большого опыта в церковной архитектуре, Рональд Уикс до этого участвовал в тендере на строительство Ливерпульского метропольного собора и работал над новой католической церковью в Махинллет.
Возведение собора в стиле модернизма началось в марте 1970 года. Общая стоимость с учётом земли и всех издержек составила 800 тысяч фунтов стерлингов. Первый камень в фундамент был заложен 26 сентября 1970 года; под камень поместили медную капсулу времени. В мае 1972 года строительство было внезапно прервано из-за национальной забастовки строителей и возобновилось лишь в сентябре того же года. Весной 1973 года приходской священник Томас Хьюз, отец Питер Харрисон и Кен Мюррей провели традиционную церемонию «праздника стропил».

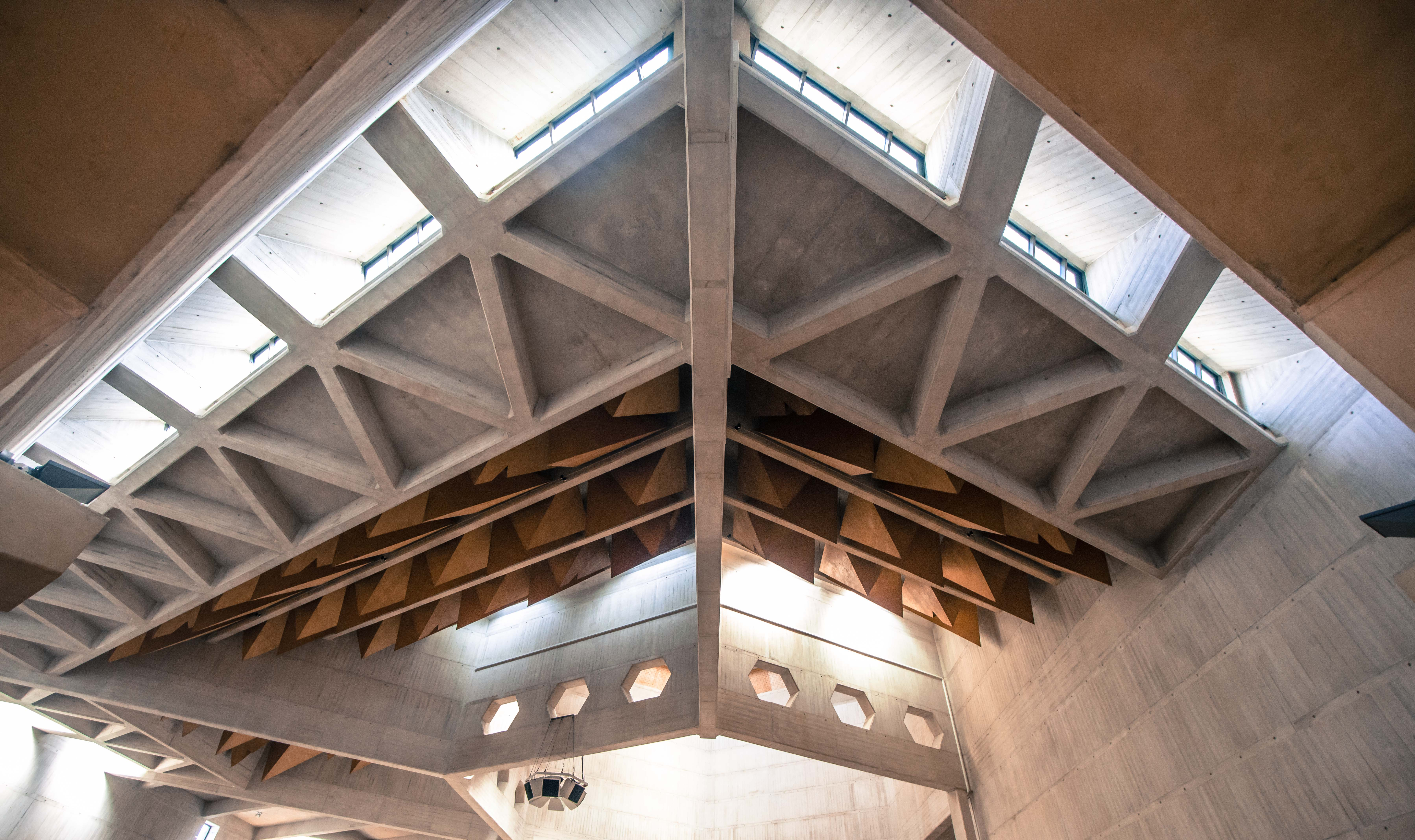
Бетонная конструкция свода нефа с акустическими экранами и «скрытыми» окнами

Строительство было завершено в мае 1973 года. В том же году, в день Петра и Павла (29 июня) новый собор был освящён и открыт. На церемонии присутствовали Джон Кармел Хинан, архиепископ Вестминстера; двадцать девять епископов со всей Великобритании; Джозеф Руддерхем, 7-й епископ Клифтона; чиновники из мэрии Бристоля; итальянские и бельгийские консулы; архитекторы и строители, ответственные за возведение собора; и англиканские епископы Бристоля, Бата и Уэллса и Солсбери. Прокафедральный собор был закрыт, и средства от его продажи пошли на открытие новой приходской школы Святого Петра и Павла на Абердин-роуд в Клифтоне.
На внешней стене башни справа от портала Святого Павла и изображён символ √3 и буквы PTP [Percy Thomas Partnership], заключённые в равносторонний треугольник. Это является отсылкой к математической формуле, которую использовал Рональд Уикс при проектировании.